# Erythrocruorin

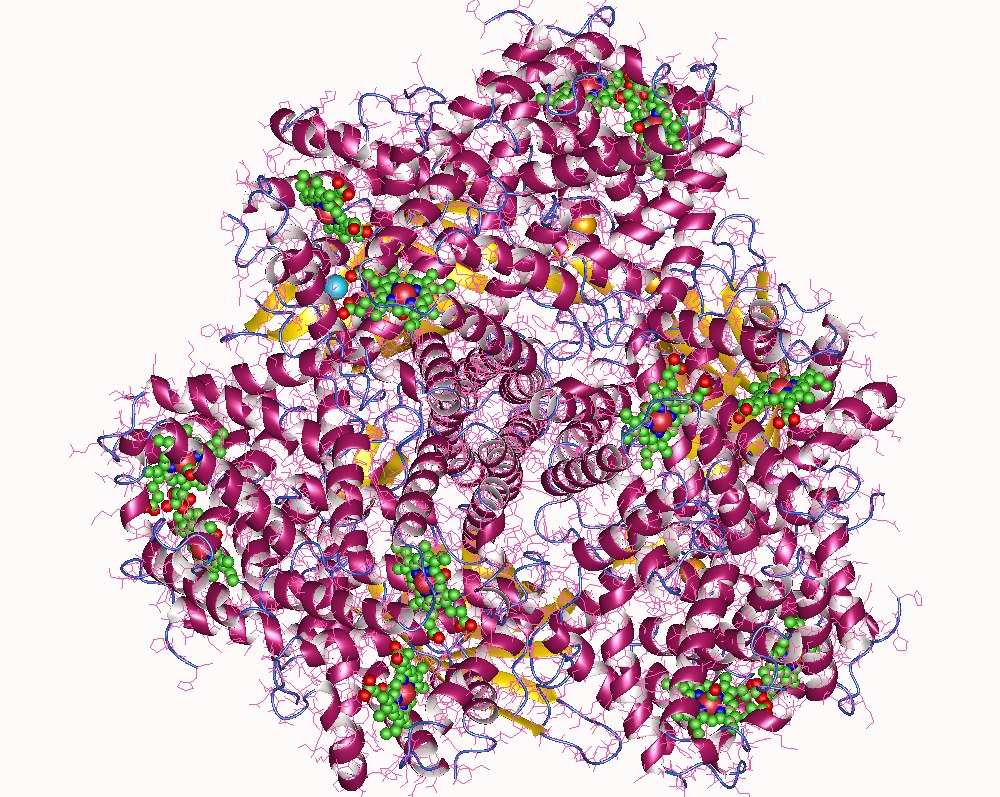
Erythrocruorin

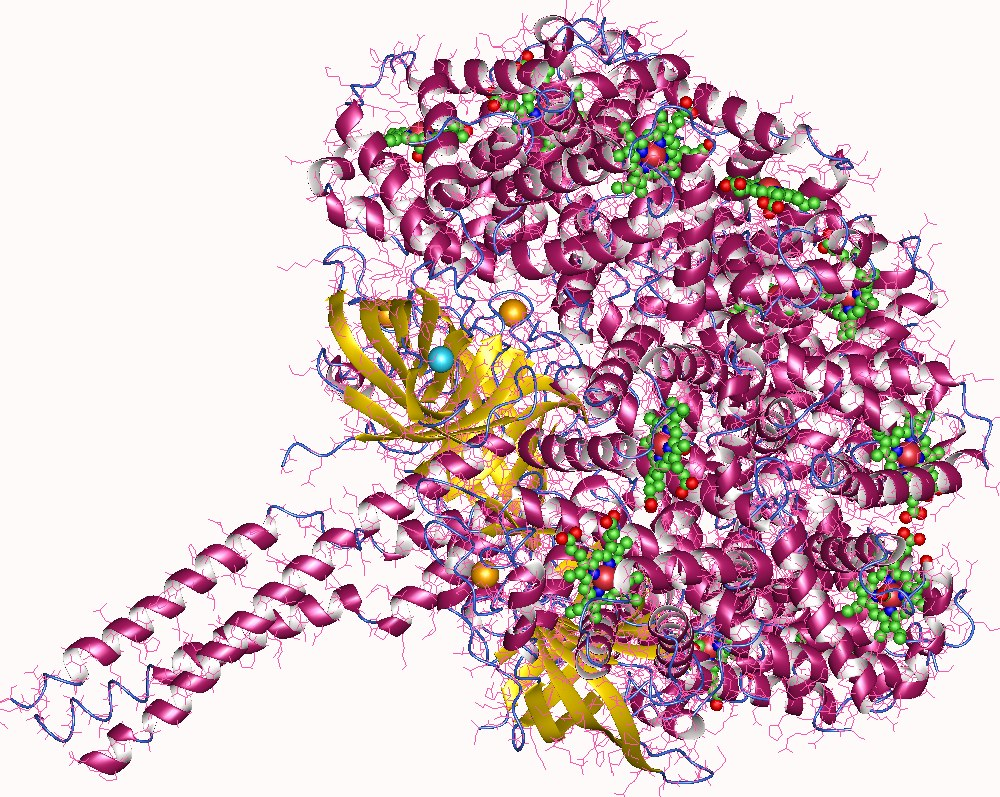
Erythrocruorin, Lumbricus terrestris

Erythrocruorin ist ein Sauerstoff transportierender Proteinkomplex vieler Anneliden und Arthropoden, der zu den Globinen gezählt wird. Durch Zusammenbau mehrerer hundert Untereinheiten bekommt er eine molare Masse von mehreren Millionen Dalton. Als prosthetische Gruppe wirkt Chlorocruorin. Erythrocruorin wird nicht in Zellen verpackt, sondern findet sich sowohl im Blut als auch im Coelom des Tiers. Es besitzt eine höhere O2-Affinität als vergleichbare Proteine anderer Lebewesen (z. B. Hämoglobin). Dadurch sind die Tiere in der Lage hypoxische Bedingungen, wie sie sich in ihren Lebensräumen (Sedimente, Gezeitenzone) häufig bilden, zu tolerieren.
Als Beispiel sei das Erythrocruorin des Tauwurms (Lumbricus terrestris) genannt, das aus zwölf Heterododekameren der Globin-Untereinheiten A, B, C und D (=144) und 36 Verbindungsproteinen aufgebaut ist.

## Weiterführende Literatur
- Royer WE, Strand K, van Heel M, Hendrickson WA: Structural hierarchy in erythrocruorin, the giant respiratory assemblage of annelids. In: Proc. Natl. Acad. Sci. U.S.A. 97. Jahrgang, Nr. 13, Juni 2000, S. 7107–11, PMID 10860978, PMC 16507 (freier Volltext) – (pnas.org).
- Ilan E, Weisselberg E, Daniel E: Erythrocruorin from the water-flea Daphnia magna. Quaternary structure and arrangement of subunits. In: Biochem. J. 207. Jahrgang, Nr. 2, November 1982, S. 297–303, PMID 7159384, PMC 1153860 (freier Volltext).